# Marilyna
Marilyna is een geslacht van straalvinnige vissen uit de familie van kogelvissen (Tetraodontidae).

## Soorten
- Marilyna darwinii (Castelnau, 1873)
- Marilyna meraukensis (de Beaufort, 1955)
- Marilyna pleurosticta (Günther, 1872)